# Atalia (królowa)
Ataliā (VIII w. p.n.e.) – królowa asyryjska, żona króla Sargona II. Jej grobowiec został odkryty przez irackich archeologów w kwietniu 1989 r. w pałacu Aszurnasirpala II w Kalchu.

## Kwestia pochodzenia
Według niektórych historyków imię królowej jest pochodzenia hebrajskiego i jest poświadczone w Starym Testamencie (np. królowa judzka Atalia). Mogła ona znaleźć się w Asyrii w wyniku deportacji po podboju królestwa Izrael i zdobyciu Samarii w 722 r. p.n.e.